# 辰巳柳太郎
辰巳 柳太郎（たつみ りゅうたろう、1905年〈明治38年〉4月20日 - 1989年〈平成元年〉7月29日）は、日本の俳優。兵庫県赤穂郡坂越村（現・赤穂市）生まれ。本名は新倉武一。

## 来歴・生涯
島田正吾と共に、新国劇の屋台骨を支えた1人。
少年時代に養子に出されるも、養家を13件も転々としながら関西甲種商業学校（現・関西大学第一中学校・高等学校）を経て、商業学校（現・大阪市立天王寺商業高等学校）を中退。
1919年、小林一三が国民劇創設のため作った「男子養成会」の創設メンバー（男子専科生第一期生）として宝塚入り。
1926年に旅回りの一座に入り、長野県で初舞台を経験。半年後、小林一三主宰、坪内士行文芸部長の「宝塚国民座」に入団して東伍作の名で舞台に立つ。
その後、澤田正二郎の魅力に惹かれ、1927年、道頓堀の浪花座で公演中の澤田を楽屋に訪ねて弟子入りを直談判し、新国劇への入団を許される。また、芸名を辰巳柳太郎と改める（由来は師匠の澤田が辰年、柳太郎が巳年生まれだったため）。しばらく端役が続いたが、1929年、澤田が急死すると俵藤丈夫文芸部長によって島田とともに澤田の後継者に大抜擢。また、その気質は島田と合わせて「動の辰巳、静の島田」とも呼ばれた。
豪放磊落に主人公を演じきり、島田と共に二本柱として新国劇を支えた。1947年に、辰巳自らが坂田三吉を主人公で描くように依頼をして北条秀司が脚本を執筆し、北条が演出も担当した『王将』に主演して大ヒット作となる。国定忠治、宮本武蔵、「大菩薩峠」の机竜之助、「王将」の坂田三吉、「無法松の一生」の松五郎、どぶろくの辰などが当たり役であった。
戦後になると映画界に進出。1949年に『どぶろくの辰』で初出演して以降、映画でも島田とたびたび共演。1954年からは日活の映画製作再開に伴い劇団ぐるみで同社と契約していたが、大衆演劇の衰退とともに観客数も減少。1987年の70周年記念公演終了をもって劇団は解散した。
1988年の夏ごろから体調を崩し寝たきり状態になり、1989年2月に肺炎を起こして1ヶ月間入院するも、4月12日に肺炎を再発し山王病院に入院し危篤状態となる。同年7月29日午後9時45分に入院先で心不全のため死去（享年84）。墓所は冨士霊園。
弟子には大友柳太朗、緒形拳らがいる。
長女はジャズ歌手で女優の新倉美子。

## エピソード
1974年8月15日、ゴルフの約束をしていた津川雅彦がプレー時間になってもゴルフ場に来ない。津川宅に電話をすると津川が出て「行けない」と言う。30分間に渡って電話で問い詰めるものの、キャンセルの理由を言わない津川に激昂して絶交を言い渡す。
数時間後、ニュースで「津川の長女が誘拐されていたこと」「長女が救出されたこと」を知る。
夜になって津川宅を訪問した辰巳は玄関の土間に土下座をして、「雅彦、悪かったあっ」「勘弁してくれえっ」と泣いて謝罪した。

## 主な出演

### 映画
- どぶろくの辰（1949年、大映） - どぶろくの辰
- 武蔵と小次郎（1952年、松竹） - 宮本武蔵
- 鞍馬天狗 青面夜叉（1953年、松竹） - 小山田内記
- 国定忠治（1954年、日活） - 国定忠治
- 地獄の剣豪 平手造酒（1954年、監督：滝沢英輔、平手造酒：辰巳柳太郎）
- 六人の暗殺者（1955年、日活） - 花俣行蔵
- 王将一代 （1955年、新東宝） - 坂田三吉
- わが町（1956年、日活） - 佐渡島他吉（たーやん）
- 剣聖暁の三十六人斬り（1957年、新東宝） - 柳生十兵衛三巖
- 遊侠三代（1966年、東映） - 桧垣常吉
- 残侠あばれ肌（1967年、東映） - 光阿弥
- 黒部の太陽（1968年、日活） - 岩岡源三
- 東宝8.15シリーズ（東宝）
  - 連合艦隊司令長官 山本五十六（1968年） - 船頭喜太郎[6]
  - 日本海大海戦（1968年、東宝） - 山本権兵衛[6]
- 人生劇場 飛車角と吉良常（1968年、東映） - 吉良常
- 男の掟 (1968年、日活)
- 人斬り（1969年、大映） - 吉田東洋
- 悪名一番勝負（1969年、大映） - 河徳
- あしたのジョー（1970年、日活） - 丹下段平
- 暁の挑戦 (1971年、新国劇、フジテレビ) - 酒巻源次
- 日本人（1972年、出光興産社内研修向け映画）- 安川清三郎
- 影狩り（1972年、東宝） - 牧野図書
- 博奕打ち外伝（1972年、東映） - 浦田組組長・常五郎
- 現代任侠史（1973年、東映） - 湯浅正一
- 狼よ落日を斬れ 風雲篇・激情篇・怒濤篇（1974年、松竹） - 西郷隆盛
- 日本任侠道 激突篇（1975年、東映） - 国嶺達之助
- 絶唱（1975年、東宝） - 園田惣兵衛
- 悪魔の手毬唄（1977年、東宝） - 仁礼嘉平
- トラック野郎・突撃一番星（1978年、東映） - 桶川半兵衛
- 父と子（1983年、東宝） - 工藤貫一
- 楢山節考（1983年、松竹） - 銭屋の又やん
- 男はつらいよ 寅次郎真実一路（1984年、松竹） - 進介
- イタズ 熊（1987年、東映） - 高原

### テレビドラマ
- 新国劇アワー（KR → CX）
  - 次郎長外伝 荒神山（1959年）
  - 無法一代（1959年）
  - 関の弥太っぺ（1960年）
  - 地獄の空ッ風 平手造酒（1960年）
  - 月形半平太（1960年）
  - 決闘高田馬場（1960年）
  - 丹下左膳（1960年）
  - 吉良の仁吉（1961年）
  - 国定忠治（1961年）
  - 石狩の空に（1961年）
  - 露地の星（1964年）
  - 土用ブナ（1965年） 他
- 花と竜（1963年、NET） - 玉井金五郎
- 大河ドラマ（NHK）
  - 太閤記（1965年） - 於三郎
  - 源義経（1966年） - 平清盛
  - 樅ノ木は残った（1970年） - 洞水玄察
- 三匹の侍 第3シリーズ 第2話「暴れろ半造」（1965年、CX）
- 花のお江戸のすごい奴（1969年、CX） - 千田又兵衛
- 鞍馬天狗（1969年、NHK） - 山根紋十郎
- 銀河ドラマ / 一の糸（1969年、NHK） - 豊竹宇壺太夫
- ファミリー劇場 / 女が階段を上る時（1970年、NTV / C.A.L）
- 大江戸捜査網（12ch / 日活）
  - 第3話「魔の海が剣を呼ぶ」（1970年） - 佐次兵衛
  - 第71話「瞼の花嫁衣裳」（1972年）
- 新三匹の侍 第1話「男が男が抜いた時」（1970年、CX / 松竹） - 大曽根
- 火曜日の女シリーズ「人喰い」（1970年、NTV）- 本多裕介
- 千葉周作 剣道まっしぐら（1970年、TBS）- 佐藤孤雲
- 恋愛術入門 第8話「明日も休診」（1970年12月6日、TBS / 国際放映） - 松田宗太郎（※特別出演）
- 大忠臣蔵 第8話「暗躍する隠密群」・第24話「見えざる魔手」（1971年、NET / 三船プロ） - 大石無人
- 人形佐七捕物帳 第16話「黒猫を抱く娘」（1971年、NET / 東宝） - 五兵衛
- 子連れ狼 第1部 第25話「柳生封廻状」（1973年、NTV / ユニオン映画） - 刈造
- 銭形平次 第371話「とんだ道連れ」（1973年、CX / 東映） - 幸兵ヱ
- 江戸を斬る 梓右近隠密帳 第20話「将軍家謀殺」（1974年、TBS / C.A.L） - 河村靱負
- 八州犯科帳 第4話「小舟に棹さす女」（1974年、CX / C.A.L） - 滝の川の七兵衛
- 右門捕物帖 第25話「影を斬る男」（1974年、NET / 東映） - 弥兵衛
- 座頭市物語 第16話「赤城おろし」（1975年、CX / 勝プロ） - 国定忠治
- 大岡越前 第4部 第17話「友情」（1975年1月27日、TBS / C.A.L） - 荻生惣左衛門
- ポーラテレビ小説 / 加奈子（1975年 - 1976年、TBS） - 篠田幸蔵
- 徳川三国志（1975年 - 1976年、NET / 東映） - 大久保彦左衛門
- 水戸黄門（TBS / C.A.L）
  - 第7部 第3話「人情喧嘩まんじゅう -仙台-」（1976年6月7日） - 七兵衛
  - 第11部 第17話「親不孝トンテンカン -三条-」（1980年12月8日） - 鶴蔵
- 新・座頭市 第1シリーズ 第2話「父恋い子守唄」（1976年、CX / 勝プロ） - 弥三郎
- 新五捕物帳 第4話「さらば大江戸八百八町」（1977年、NTV / ユニオン映画） - 島田重五郎
- 若さま侍捕物帳 第16話「参上!! 幻の用心棒」（1978年、ANB / 国際放映） - 鉄翁
- 江戸の渦潮 第22話「老盗 夜に走る」（1978年、CX / 東宝）
- 連続テレビ小説 / わたしは海（1978年 - 1979年、NHK）
- 猿飛佐助 第1話「甲賀忍法 飛龍昇天」（1980年、NTV / 国際放映） - 戸沢白雲斎
- 傑作推理劇場 / 和久峻三の尊属殺人事件（1980年、ANB）
- 12時間超ワイドドラマ / それからの武蔵（1981年、12ch） - 丸目蔵人佐
- 関ヶ原（1981年、TBS） - 前田利家
- Gメン'75 第299話「青い目の人形バラバラ殺人事件」（1981年、TBS / 東映） - 島田源一
- 斬り捨て御免! 第3シリーズ 第1話「熱き口づけは死を誘う」（1982年、TX / 松竹） - 白河楽翁
- さりげなく憎いやつ（1982年、MBS） - 有田俊造
- 立花登 青春手控え 第20話「しぐれみち」（1982年、NHK）
- 時代劇スペシャル / 花隠密（1983年、CX / 映像京都） - 田吹弥兵衛
- 火曜サスペンス劇場 / キタタキ絶滅（1983年、NTV）
- 心中宵庚申（1984年10月6日、NHK） - 平右衛門
- 金曜女のドラマスペシャル / 老熟家族（1985年、CX）
- 水曜ドラマスペシャル / 恋の面 愛はまぼろしか（1986年、TBS）
- 花王名人劇場 / 姥ざかり2（1986年、KTV）

### 演劇
- 野盗伝奇 （1965年4月1日 - 27日、新宿コマ劇場） - 岩熊猪太郎
- 剣客商売（1975年6月、帝国劇場） - 田沼意次・伊藤郁太郎（小雨坊） 役
- 柳生十兵衛 魔界転生 （1981年7月3日 - 28日、新宿コマ劇場） - 村正

## 受賞
- 紫綬褒章（1969年）
- 勲四等旭日小綬章（1976年）
- 長谷川伸賞（第17回、1982年）
- 松雄芸能賞演劇特別賞（第4回、1983年）
- 上方芸能人顕彰（1999年度、2000年受賞）[2]